# 生地中橋
生地中橋（いくじなかばし）は、富山県黒部市生地の黒部漁港に架かる可動橋。昭和期に黒部漁港拡張のために動力昇降式可動橋となり、後に現在の、橋の片側を軸として回転する片持ち式の旋回式可動橋に架け替えられた。これは日本では最初であり、世界でも珍しい橋である。
2006年、未来に残したい漁業漁村の歴史文化財産百選に選定された。

## 概要
黒部漁港の港口に架かり、両岸の集落を結ぶ橋の下をくぐることが出来ない漁船の出入りに対応し24時間体制で運行しており、橋のたもとにある操作管理室からの操作により、橋を持ち上げる2本の油圧シリンダーと、旋回用の2本の旋回シリンダーによって重さ約307tの橋が、片側を軸に78度回転する仕組みで、現在は1日約7回から30回ほど稼働している。また、この橋に隣接して歩行者用の海底トンネルがある。

## 諸元
- 構造形式 - 旋回式可動橋（片持ち式）
- 橋長 - 38.4m
- 幅員 - 7m
- 重さ - 約307t

## 歴史
- 1961年8月 - 動力昇降式可動橋設置。
- 1982年3月6日 - 旋回式可動橋に架け替えられる[3]。